# Phyllogomphoides undulatus
Phyllogomphoides undulatus – gatunek ważki z rodziny gadziogłówkowatych (Gomphidae). Występuje na terenie Ameryki Południowej.